# Andor Endre Gelléri
Andor Endre Gelléri, född 30 mars 1906 i Budapest i dåvarande Österrike-Ungern (nuvarande Ungern), död 3 maj 1945 i Wels i Österrike, var en ungersk författare och en framträdande representant för den moderna ungerska novellkonsten. Han skildrade först och främst de arbetslösa proletärernas och förortsmänniskornas svåra levnadsvillkor under 1930-talets ekonomiska kris och därefter under fascismen och krigsåren. Hans enda roman, A nagymosoda, kom 1931 och följdes av fyra novellsamlingar. Som jude sändes han till koncentrationslägret i Mauthausen, där han dog i tyfus några få dagar efter krigsslutet.